# 阿默斯特 (蒙大拿州)
阿默斯特（英語：Amherst）是位於美國蒙大拿州弗格斯縣的非建制地區。

## 地理
阿默斯特所處的海拔為高於海平面1103米（即3619英呎），而該地所採用的時區為UTC-6，即北美山地時區（MST）。同時該地設有夏令時間，為UTC-7調快一小時，即UTC-6（MDT）。